# 广州南站 (货运)
广州南站位于中国广州市黄沙大道、西濒珠江，1916年启用，曾是京广铁路最南端的一个特等货运站。后因城市发展而于2005年6月10日废站，之后曾转型为黄沙水产市场，2014年大部分建筑清拆，部分车站建筑则作为广州铁路博物馆馆址。
至1995年，车站占地面积20万平方米，内设38条股道。其中到发线4条、调车线8条、货物线23条、专用线3条。站场自东向西分别为到发场、东货区、调车场、西货区。

## 历史

### 民国时期

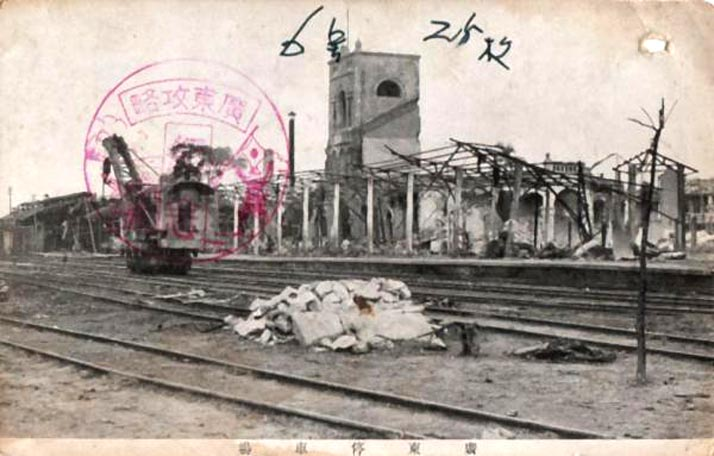
被毁的车站站房（1939年）

广州南站始建于清朝光绪27年（1901年），原称黄沙车站（英語：Wong Sha Station），在1916年粤汉铁路广韶段运营时，广州的始发站是在黄沙车站。车站建成时，站内有20多家运输行，货仓面临珠江，铁路与水路衔接，装卸方便。
1923－1924年，孙中山曾多次前往北江慰劳前方将士，指挥战争。那时广州与粤北的陆路交通不方便，他每次去北江前线都乘粤汉铁路的火车前往，例如1923年6月，六·一六事变后，孙中山曾两次从黄沙车站乘车前往北江前线巡视、犒赏前方抗击沈鴻英军队的将士。
车站内曾有旅客站台两座，长廊雨棚140米。1938年，车站被日机炸毁。
1946年12月18日，广北联络线与广九铁路东山—天河站间的云永联络线建成，广九、粤汉铁路的旅客列车均在大沙头站始发终到。同年，大沙头站改名广州东站，专营客运；黄沙站更名广州南站，主营列车编组和货运，彼时车站有8股道。

### 共和国时期
1949年10月14日，在广州战役中，解放军43军第128师382团顺利进入沙河，并在15日凌晨，在黄沙车站桥头附近遭遇国民党溃退军队。在沙基涌附近，经过几个小时战斗，解放军歼灭国民党军50军107师1000多人。黄沙车站一战是解放军进城后规模最大的一场战役。

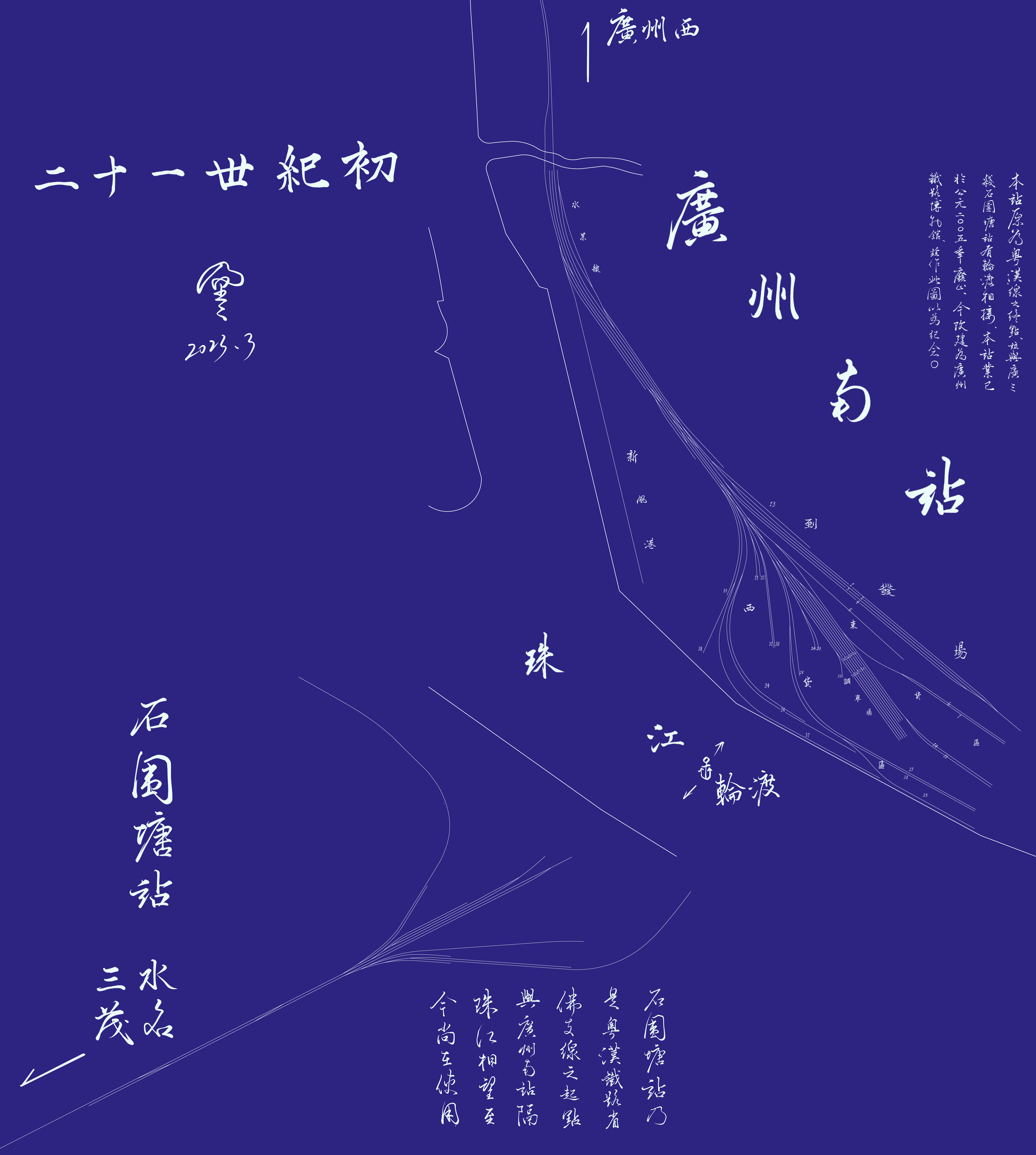
石围塘站与广州南站配线（2005年）

1949年后，广州南站不断扩大，办理水路联运、货运和粤汉铁路列车编组。
1953年，来往黄沙车站和石围塘站之间的铁路轮渡开通，两线列车可以相互来往。同年车站扩建，共有到发线4股、调车线8股、段管线3股、专用线3股、货物线10股。1957年，武汉长江大桥开通，10月，合并京汉铁路与粤汉铁路为京广铁路，本站成为京广铁路南端终点站，车站运转室（到发场西南）位于京广铁路K2302+670处。1958年，增设货物线2股、牵出线2股。
1960年，珠江大桥将京广铁路与广三铁路接轨，轮渡停运。1969年，车站编组业务停办。1970年，车站成为纯货运车站。
1990年时，站场总面积18.4万平方米，站线增至34股，加上段管线和专用线，共有42股线，总延长17.857公里，货物站台14座，5.6万平方米，装卸机械170台，是华南地区最大的水陆兼备、站港合一的特等大型货物站。
2005年6月10日，经铁道部批准，车站废止。

### 废站后变迁
车站停用后，原先连接广州西站的铁路沿线疏于管理，有拾荒者搭建帐篷，有人遗弃垃圾，还有人私自拆卸铁轨。
2011年，旧南站的4层办公楼遭到拆除；曾有市民建议保留这栋建筑，但广州市规划局调查认为该楼建于1948年，不属于“百年老楼”，未将其列入文物保护单位，这栋楼最终被拆除。
在2006年4月，广州市规划局正式同意旧南站地块规划用地性质为经济适用房。旧址将建21栋高层住宅，并配套消防站、公交站、幼儿园、小学等完善的公共设施。该项目相关环评报告已由广州市环保局受理。环评报告中透露，规划地块中的D区为原车站的建筑，其中D1栋的1栋1层货仓拟改造为詹天佑纪念馆，而D2栋的1栋1层仓库拟改造为广州铁路博物馆，最终博物馆于2022年5月18日国际博物馆日建成开放。博物馆的露天展区有一座复原的站房，包括灰色的屋顶、暗红色的砖墙、大理石拱门、红色的“黃沙車站 商辦廣東粵漢鐵路”（从右到左）字样。
- 遗留仓库，后来作为广州铁路博物馆馆址（2016年摄）
- 改造为广州铁路博物馆后的样貌，图为室外展览的建設型蒸汽機車